# Cmentarz wojenny nr 31 – Szerzyny
Cmentarz wojenny nr 31 w Szerzynach – austriacki cmentarz z I wojny światowej.
Zaprojektowany przez Johanna Jägera. W centrum znajduje się kamienny krzyż na takimże postumencie. Na tablicy wyryto napis (tłum.): "Leśne pochodnie, szumy lasu, grajcie o naszym wczesnym grobie. W martwej drzemce Boże gwiazdy nasłuchują w dół łagodnie". Pochowano tu 26 żołnierzy austro-węgierskich, 89 rosyjskich oraz dwóch niemieckich. 

## Galeria

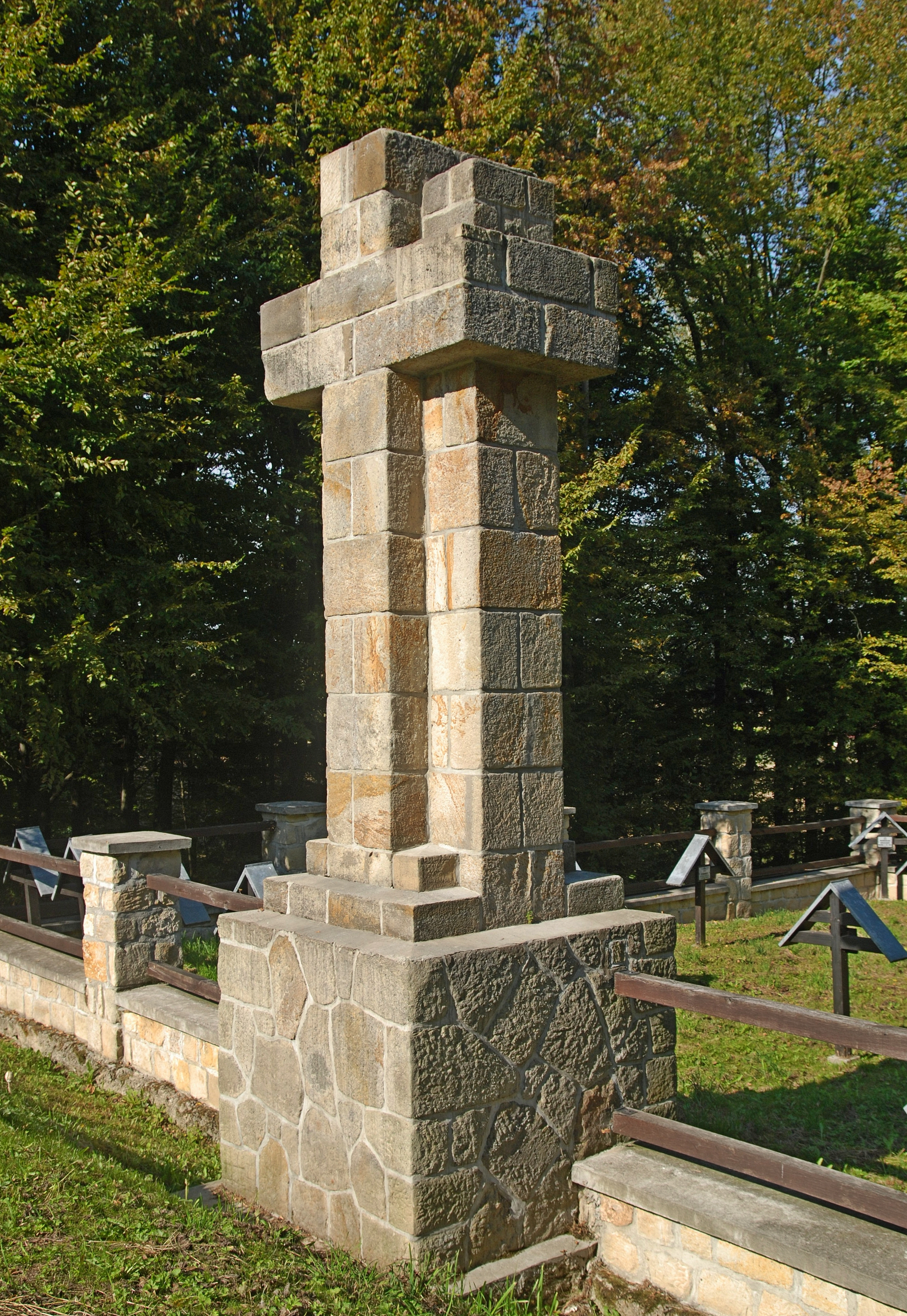
Pomnik główny
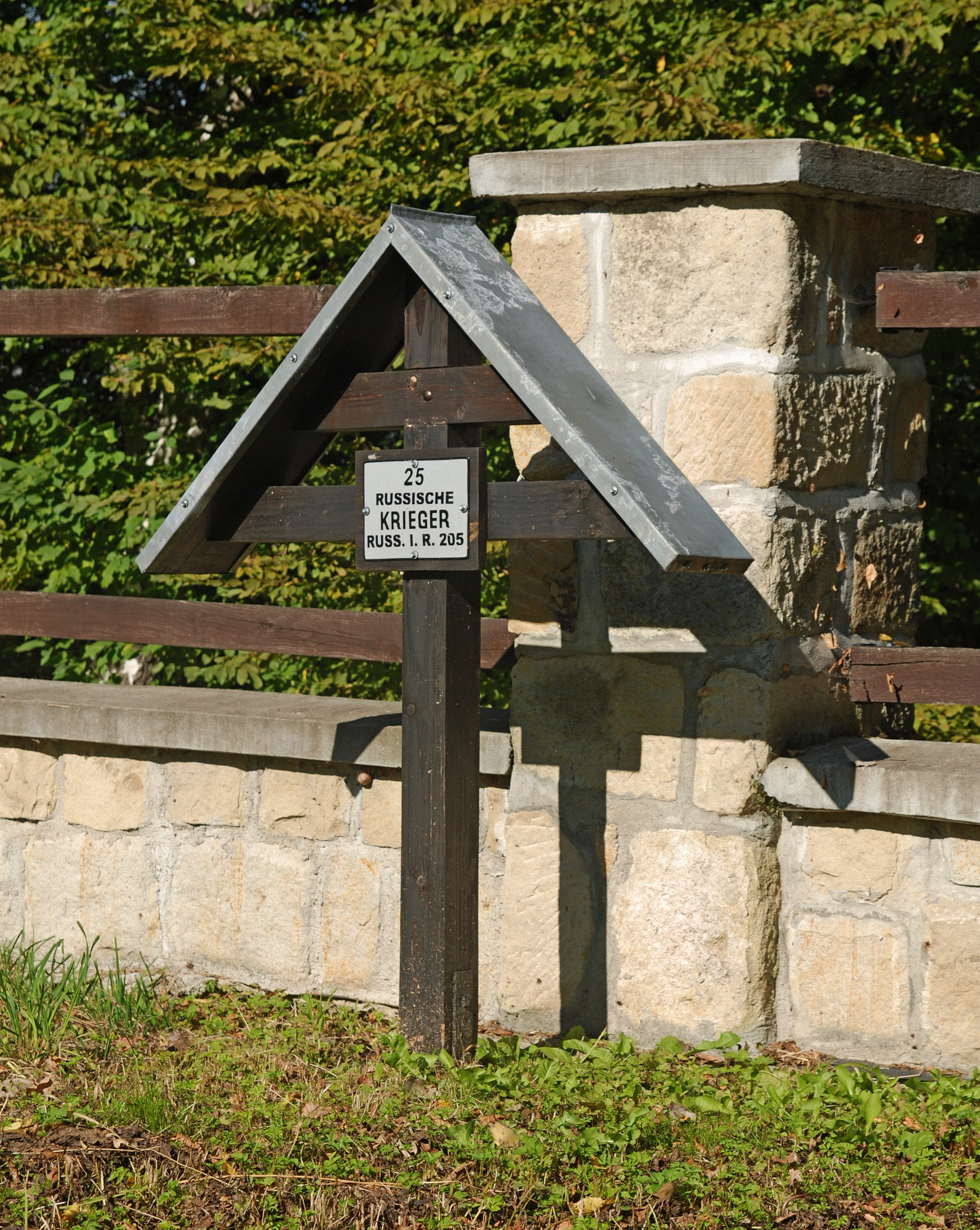
Krzyż dwuramienny
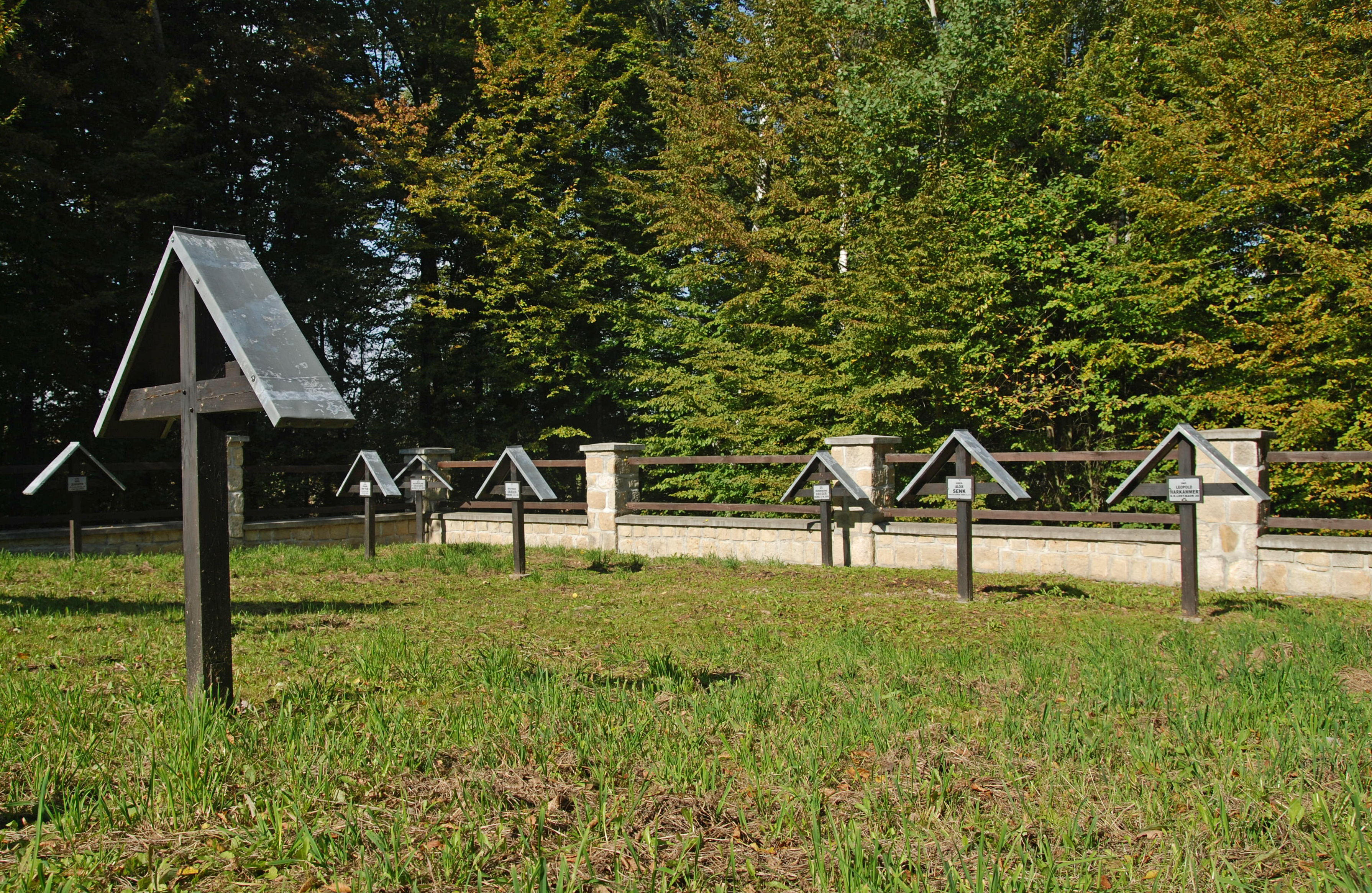
Fragment cmentarza
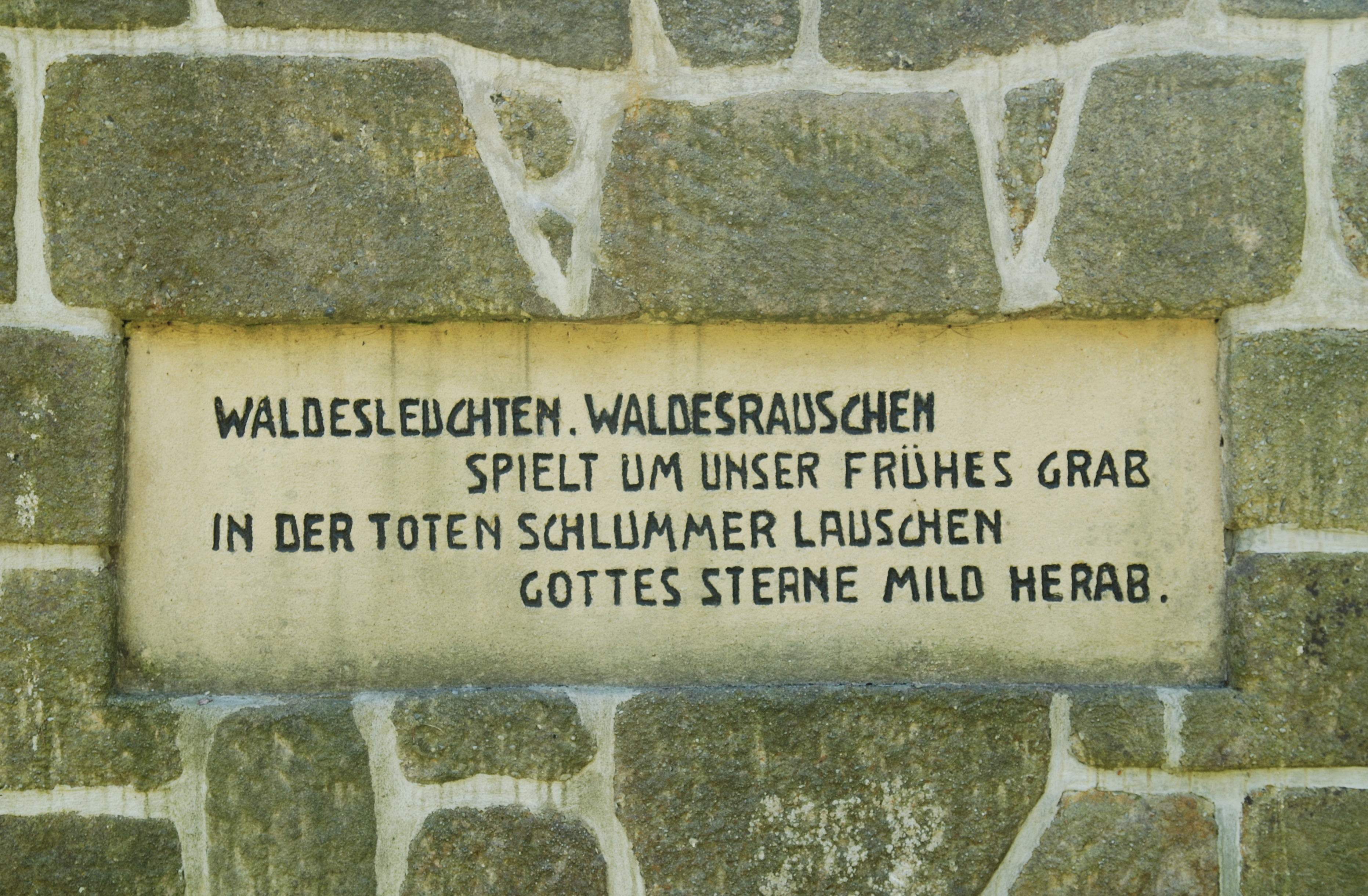
Inskrypcja
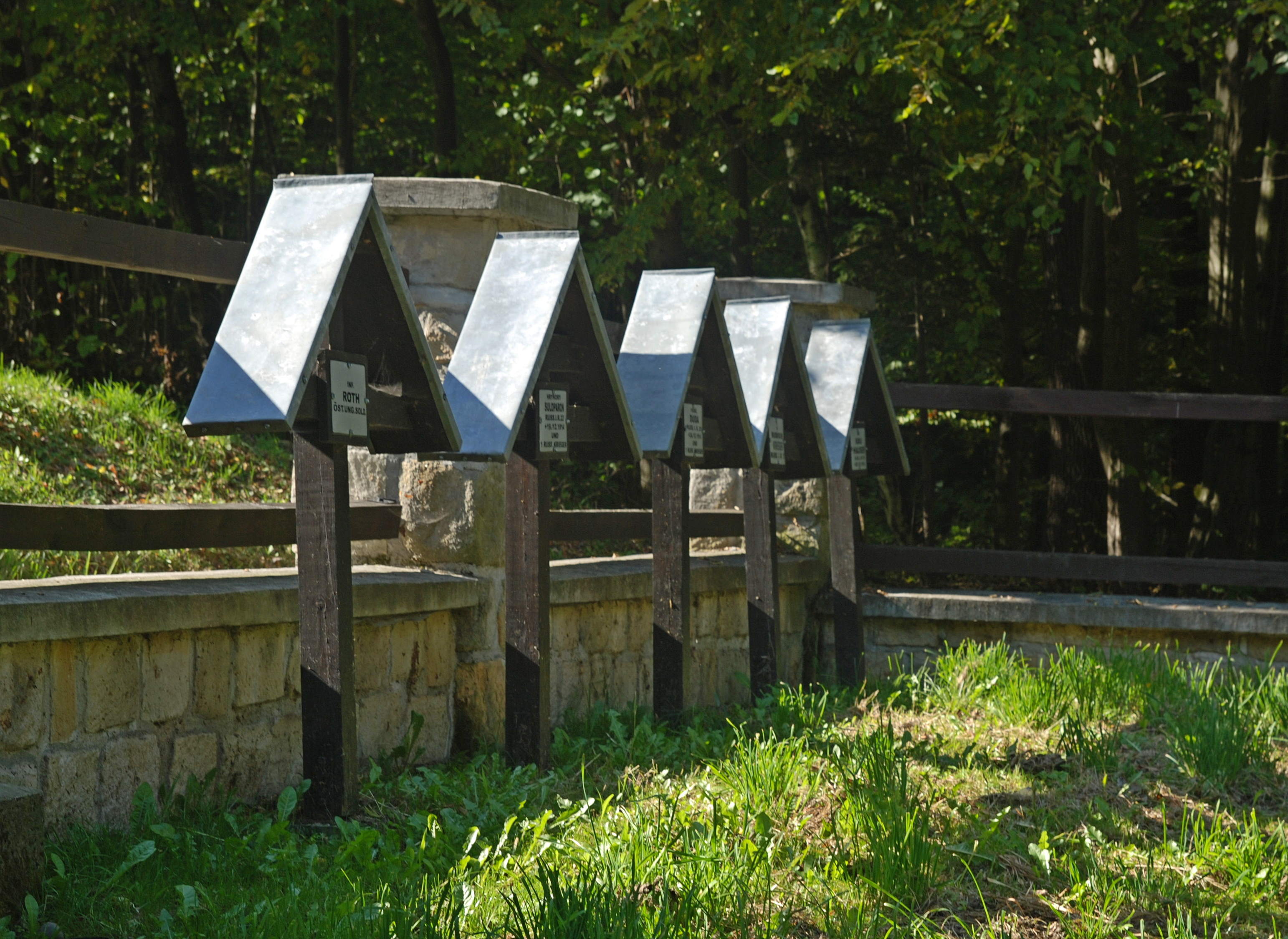
Fragment cmentarza
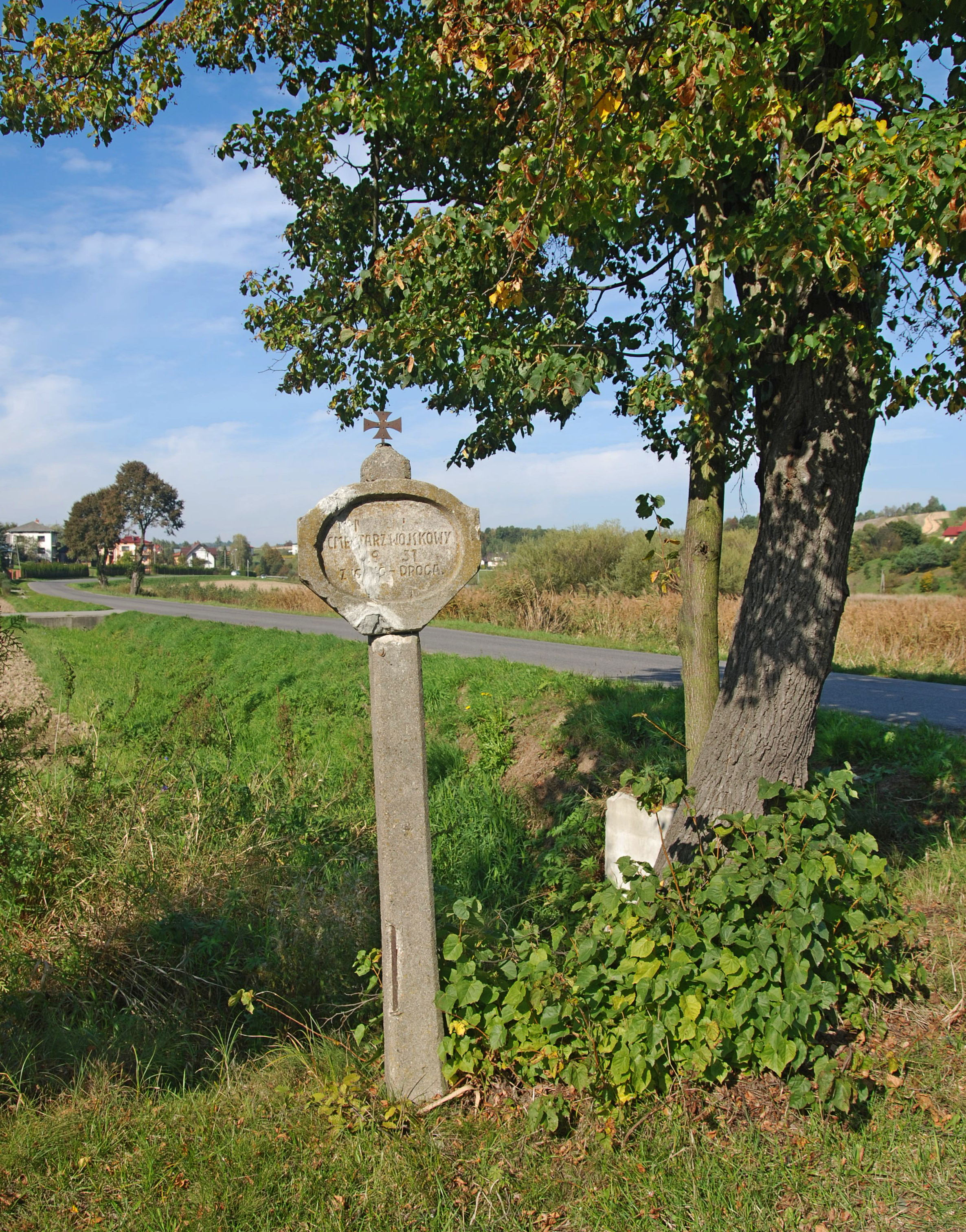
Tablica informacyjna